# Cardamine densiflora
Cardamine densiflora là một loài thực vật có hoa trong họ Cải. Loài này được Gontsch. mô tả khoa học đầu tiên năm 1940.